# Nikkan Sports
Nikkan Sports (日刊スポーツ Nikkan Supōtsu?) es el primer diario deportivo japonés lanzado en 1946. Tiene una circulación de 1 965 000 y es un periódico afiliado del Asahi Shimbun.

## Compañías y regiones
Nikkan Sports News (Tokio)
Tokyo HQ: 5-10, Tsukiji Sanchome, Chuo, Tokio, Japón
Hokkaido Nikkan Sports News (Hokkaido)
Hokkaido HQ: KN Building, 1-30, Kita-Sanjo-Higashi Sanchome, Chuo-ku, Sapporo, Japón
Nikkan Sports News West Japan (Osaka, Nagoya, Kyushu)
Osaka HQ: Hanshin Diamond Building, 14-24, Fukushima Sanchome, Fukushima-ku, Osaka, Japón
Nagoya HQ: Asahi Kaikan, 3-3, Sakae Itchome, Naka-ku, Nagoya, Japón
Seibu HQ: Fukuoka Asahi Building, 1-1, Hakata Ekimae Nichome, Hakata-ku, Fukuoka, Japón